# إرنست جيمس ستيفنز
إرنست جيمس ستيفنز (بالإنجليزية: Ernest James Stevens) هو سياسي أسترالي، ولد في 1845 في ملبورن في أستراليا، وتوفي في 3 مارس 1922 في بريزبان في أستراليا. انتخب Member of the Queensland Legislative Council ‏ (6 أبريل 1889 – 7 سبتمبر 1920) وانتخب عضو المجلس التشريعي ولاية كوينزلاند عن دائرة لوغان ‏ وانتخب عضو المجلس التشريعي ولاية كوينزلاند عن دائرة Electoral district of Warrego ‏ (14 نوفمبر 1878 – 17 أغسطس 1883).